# Histoire des Juifs à Białystok
Białystok est une ville polonaise de la voïvodie de Podlachie, située près de la frontière russe. Rattachée au royaume de Prusse en 1795, elle passe sous contrôle russe en 1807. Allemande en 1915, biélorusse en 1918, elle fait partie de la Pologne de 1920 à 1939. Envahie par l'Allemagne nazie en 1940, elle est cédée à l'Union soviétique à la suite du Pacte germano-soviétique. Le 27 juin 1941, cinq jours après le début de l'opération Barbarossa, elle tombe aux mains de l'Allemagne nazie qui immédiatement met en place la procédure de liquidation de la population juive.
Les Juifs sont présents à Białystok dès le XVe siècle, mais deviennent majoritaires lors du développement industriel et commercial de la ville à la fin du XIXe siècle et au début du XXe siècle, atteignant le nombre de 61 500 personnes. À la suite du pogrom de 1906, de nombreux Juifs émigrent principalement aux États-Unis. L'occupation de la ville par les nazis lors de la Seconde Guerre mondiale, conduit au massacre de la presque totalité de la communauté. Une petite communauté se reforme après la guerre, mais disparait à la suite des campagnes antisémites de 1968.

## Białystok relevant de la famille Branicki
L'établissement de Juifs dans les territoires de la voïvodie de Podlachie date du XVe siècle, quand des petits groupes s'installent à Bielsk Podlaski.
Le village de Białystok est fondé dans la première moitié du XVe siècle sur les terres de la famille Branicki. La chronique du Conseil exécutif de la communauté juive de Tykocin, village distant d'une trentaine de km et possédant déjà une communauté juive établie, confirme que des Juifs sont déjà installés à de Białystok avant 1658. En 1661, la capitation est payée par 75 Juifs de Białystok et pour 1663, la chronique indique que 75 femmes et hommes de plus de 14 ans, de confession juive vivent dans ce village. Les Juifs de Bialystok sont rattachés à la communauté de Tykocin,.
En 1691, Białystok obtient les statuts de ville, et les Branicki encouragent les Juifs à s'y installer en leur construisant des maisons et des magasins et en leur faisant don d'une synagogue,,. En 1692, il existe déjà une petite communauté juive, dépendante de celle de Tykocin.
Un premier cimetière juif existe à la fin du XVIIe siècle, ou peut-être même dès 1658. Il est situé à proximité de l'ancien cimetière catholique, sur le côté ouest de la place du Marché, et a été fermé avant 1770, quand Miron Josiowicz achète le terrain pour la construction d'une brasserie.
Tant que Białystok est détenu par la famille Branicki, la communauté juive locale connait une période de prospérité. En 1745, les plus importants magasins sont détenus par dix commerçants juifs. En 1771, il y a 46 échoppes de commerce de détail place de l'hôtel de ville, dont seulement deux appartiennent à un Chrétien, le commerçant allemand  Bogusław Szulc,. En 1895, on estime à une centaine le nombre d'échoppes sur la place du Marché. La communauté juive de Białystok participe activement à la vie de la ville. Bien que les Juifs ne puissent pas siéger au conseil de la ville et n'aient pas le droit d'exercer une fonction publique, le chef de la communauté participe à l'élection des autorités municipales. Les Juifs comme les Chrétiens sont soumis à certaines obligations, comme effectuer des rondes de nuit pour assurer une protection contre le vol et les incendies ou assurer l'entretien d'une partie des murs d'enceinte de la ville. Les Juifs sont principalement dans le commerce ou l'artisanat. Sur 37 tailleurs, seuls 5 sont chrétiens. 11 producteurs de vin sont juifs, 39 brasseries appartiennent à des Juifs, ainsi que plusieurs tavernes, dont les plus connues sont l'auberge de Samuel Josiefowicz Gluszko « Pod znakiem Łabędzia » (Sous le signe du cygne) rue Choroska et l'auberge Pod znakiem Jelenia (sous le signe du cerf).
Dans les années de partition de la Pologne, les Juifs sont soumis à de nombreuses restrictions. La politique de répression contre les Juifs a pour but de limiter leur poids économique et de les forcer à s'assimiler.

## Białystok sous contrôle prussien puis russe

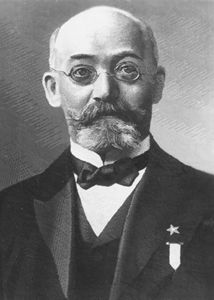
Louis-Lazare Zamenhof, inventeur de l'espéranto.

Après le troisième partage de la Pologne, les Branicki vendent la ville aux Prussiens, qui limitent les droits des Juifs. Pendant les années sous domination prussienne (1795-1807), les Juifs de Białystok sont en contact avec les Juifs allemands, imprégnés de la Haskala, le mouvement des Lumières juif. Les Maskilim (partisans de la Haskala) de Białystok, en conflit permanent avec la majorité de la communauté locale, plus traditionnelle, ouvrent leur propre maison de prière. Parmi les représentants éminents de ce mouvement, qui va se perpétuer tout au long du XIXe siècle, on trouve Eliezer Halberstam (résidant à Białystok depuis 1833), Abraham Szapiro (auteur en 1892 de Toledot Israel ve-Sifruto), Jehiel Michał Zabłudowski (cofondateur de la revue en hébreu Ha-Karmel et auteur en 1860 du livre Ru’ah Hayyim), ainsi que le poète Menahem Mendel Dolicki. La famille Zamenhof fait également partie des pionniers de ce mouvement avec le docteur Louis-Lazare Zamenhof, qui dans un esprit d'universalité et de compréhension mutuelle invente l'espéranto, une langue auxiliaire internationale.

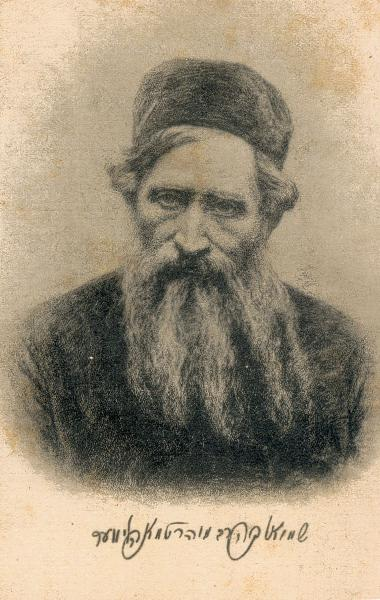
Samuel Mohaliver, rabbin sioniste

Simultanément, le nombre de partisans du Hassidisme grandit avec parmi les leaders, le rabbin Chaim Herz Halpern. Dès le début des années 1880, les mouvements sionistes tels que celui des Amants de Sion (Hovevei Zion, initialement « L'Amour de Sion »), encouragent les Juifs à s'installer en Palestine. Białystok devient un centre important du mouvement sioniste sous l'impulsion du rabbin Samuel Mohaliver et de Josef Chasanowicz.
Le nombre de Juifs augmente de façon constante jusqu'au début des années 1830, avant de décroître rapidement à la suite d'une épidémie de choléra. Au début du XIXe siècle, la ville compte une synagogue, quatre ou cinq batei midrash (centres d'étude de la Torah) et environ dix petites maisons de prière. En 1834 est construite une seconde synagogue en dur, appelée « synagogue chorale » ou « synagogue Zabłudowski ». En 1890, la synagogue Beth Midrash Piaskower, dans le district Piaski, devient la première synagogue de Białystok à être éclairée à l'électricité. En 1804, une maison d'édition et d'impression juive ouvre en ville. Elle travaillera jusqu'en 1824.
L'emplacement de la ville à la frontière occidentale de l'Empire russe est favorable au développement du commerce et à la conquête du marché russe par les marchands de Białystok. Un an avant le rattachement de Białystok à l'Empire russe, la première usine de textile est créée par d'anciens soldats de Napoléon originaires de Saxe. La création de la zone de Résidence par l'impératrice Catherine II en 1791 conduit à une arrivée massive de Juifs dits Litvak en provenance des régions de l'est de la Russie, entre autres des régions de Brest et de Vilnius.
Dès le début des années 1910, certains commerçants gagnent des fortunes en servant d'intermédiaire entre le royaume de Pologne et la Russie tsariste, dont Izaak Zabłudowski, Abram Grodzieński et Aron Erbstein. Les marchands juifs de Białystok dominent le marché de fournitures pour l'armée russe. Dans la seconde moitié du XIXe siècle, Białystok est l'un des centres industriels et commerciaux au développement le plus rapide dans la partie occidentale de l'Empire russe. En raison des barrières tarifaires restrictives entre le royaume de Pologne et la Russie tsariste mises en place après l'insurrection de novembre 1830 des Polonais contre la domination russe, de nombreux entrepreneurs juifs, principalement les producteurs de textile de Łódź et de Zgierz (Görnau), installent leurs usines à Białystok et dans les villages environnants
Le boom économique entraîne une croissance rapide de la population juive : 80 % des entrepreneurs de Białystok sont des Juifs. En 1857, 9 547 Juifs vivent à Białystok, ce qui représente 67 % de la population totale de la ville. Le développement de celle-ci est encore accéléré par la construction de la ligne de chemin de fer qui relie Varsovie à Saint-Pétersbourg en passant par Białystok, qui gagne le nom de Manchester du Nord. En 1850, Nahum Minc et Sender Bloch ouvrent leur usine de textile. Nahum Minc est le premier entrepreneur de Białystok à introduire dans son usine des machines à vapeur, et plus tard des machines électriques. En plus du textile, les entrepreneurs juifs sont aussi majoritaires dans l'industrie du tabac.
En raison de ce développement économique, la communauté juive s'agrandit tout au long du XIXe siècle aussi bien démographiquement qu'économiquement. En 1897, 41 905 Juifs vivent à Białystok, c'est-à-dire 63 % de la population totale. En 1860, dix-neuf des 44 usines textiles sont détenues par des Juifs. En 1898, sur les 372 entreprises industrielles de la ville, 299 sont juives et près de 60 % de leurs employés sont de religion juive. Même les petites entreprises dans le domaine alimentaire, dans l'industrie du bois ou des métaux, ainsi que dans le domaine du bâtiment sont en grande proportion détenues par des Juifs. Sur 3 628 commerçants, 3 186, soit 90 %, sont des Juifs,.
La législation discriminatoire russe et l'afflux de Juifs venant des villages et shtetls alentour, plus particulièrement dans les années 1825 à 1835 et en 1845, ont pour conséquence une augmentation rapide du nombre de personnes nécessiteuses. Pour venir en aide à cette population, la communauté crée de nombreuses associations caritatives telles que la Hevra kaddisha (« Société du dernier devoir ») pour l'organisation des obsèques, le Bikkour Holim (visite aux malades), le Linas Hatzedek (société de prêt gratuit) ou l'association Tsedaka Gedola (« Grande charité »).
À la fin du XIXe siècle, on compte à Białystok deux synagogues, seize batei midrash et des dizaines de maisons de prière. On trouve aussi de nombreuses écoles juives, dont des écoles orthodoxes et des écoles réformées, des écoles secondaires et des écoles pour filles. En 1840, Elize Halbersztam fonde un hôpital juif de grande renommée. En 1855, s'ouvre à Białystok la première école judéo-russe et en 1882, un foyer juif pour personnes âgées. En 1899 est créé un service de pompiers volontaires dont 90 % des membres sont juifs. En 1912 est ouvert le premier jardin d'enfants en hébreu qui est transformé en 1914 en orphelinat. En 1900, on compte cinq cents garçons inscrits à l'école de Talmud Torah de la communauté. Entre 1908 et 1913, une importante synagogue est construite sur le site d'un ancien Beth Midrash du début du XVIIIe siècle. Appelée ultérieurement la « Grande synagogue », elle est couronnée d'un dôme pointu.
Un an avant le déclenchement de la Première Guerre mondiale, la population juive de Białystok compte 61 500 personnes, ce qui représente 70 % des habitants de la ville ; celle-ci est alors surnommée la « Jérusalem du Nord ». Depuis les débuts de la communauté juive, Bialystok est un centre religieux important, avec de nombreux rabbins et érudits célèbres. Le premier rabbin de Białystok serait Kalonymus Kalman Lichtenstein, frère d'Abraham Yekutiel, l'auteur de Zer'a Abraham (publié en 1811 à Dyhernfurth). Puis dans la seconde moitié du XVIIe siècle, le rabbin Salomon.[Information douteuse] Le rabbin Arie Löb ben Baruch Bendet, auteur du Shaʼagat Aryeh (publié à Białystok en 1805), lui succède de 1815 à 1820. En 1824 Mose Ze'eb, ancien rabbin de Tykocin, est nommé rabbin de Bialystok. Il est l'auteur du Mareot ha-Zobeot et du Aggudat Ezob, publiés respectivement en 1810 et 1824 à Bialystok. À sa mort, Eliakim Getzel est placé à la tête de la communauté, mais sans avoir le titre de rabbin. Il occupe le poste jusqu'en 1860 (1849 d'après d'autres sources), jusqu'à la nomination en tant que rabbin de Yom Tom Lipman Heilprin, qui sera un fervent défenseur de l'interdiction de fumer dans les synagogues. Son fils Haim Herz le remplace après sa mort en 1878. Samuel Mohaliver, originaire de Radom, devient rabbin de Bialystok en 1883. C'est un activiste sioniste. À sa mort, Haim Herz Heilprin est de nouveau nommé rabbin de Bialystok. Son successeur Meir Marcus, formé au séminaire rabbinique de Vilnius occupera la fonction pendant trois décennies,.
En 1897 est formée la cellule de Bialystok du Bund (Union générale des travailleurs juifs), qui acquiert immédiatement une immense popularité parmi les travailleurs juifs de la ville et devient un pouvoir politique influent parmi les Juifs. En 1898 le Bund organise à Białystok la première grève des travailleurs juifs. Dans la ville existe également une cellule secrète du Parti communiste.

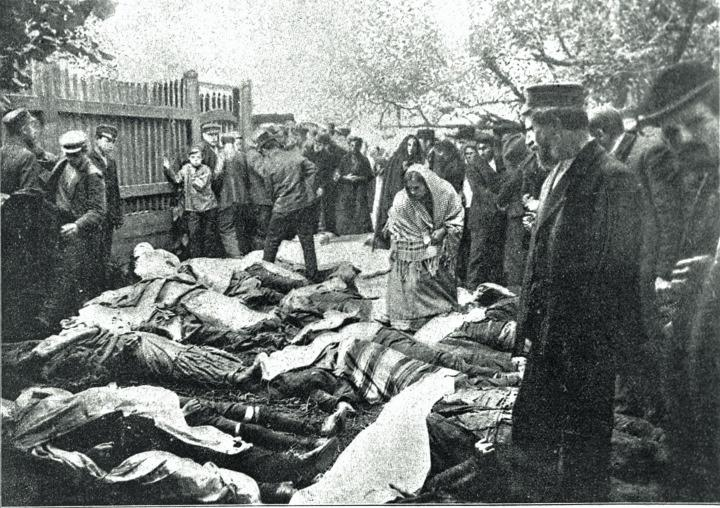
Les cadavres des tués au cours du pogrom sont déposés dans la cour de l'hôpital juif de Bialystok.

L'activité du Bund dans les années de la révolution russe (1905-1906) entraîne une répression sévère des autorités russes, dirigée contre la population juive, ainsi que contre les autorités de la ville. Deux pogroms, initiés par l'armée tsariste éclatent à Białystok. Pendant l'été 1905, des soldats de l'armée tsariste font feu dans un quartier juif, tuant deux personnes et en blessant dix autres. Un an plus tard, du 1er au 3 juin 1906, un pogrom cause la mort de 70 Juifs et de six chrétiens, et fait 90 blessés graves. De nombreuses maisons juives sont pillées. Les habitants chrétiens de la ville, avec le soutien actif de la police locale et des élites politiques et administratives locales, participent au pogrom, dont l'origine provient de convoitises et d'antagonismes nationaux,. À la suite de ces évènements tragiques, de nombreux Juifs de Białystok émigrent principalement vers New York, mais cela ne tarit pas l'arrivée massive de nouveaux Juifs en provenance de l'est de la Russie. Parmi ces nouveaux arrivants, on trouve de riches propriétaires terriens, des industriels, des membres de l'intelligentsia, des travailleurs et de pauvres hères. La population juive habite principalement au centre-ville, près de la Place du Marché, entre la rue Lipowa et la rivière Biala, le long de la rue Mikołajewska (aujourd'hui rue Sienkiewicz) et de la rue Suraska.
La partie la plus ancienne du quartier juif (le Shulhof) autour de la grande synagogue dans la partie sud de la rue Suraska est principalement habitée par des Juifs orthodoxes. Le second centre de la vie religieuse est situé près des rues Kupiecka (Malmeda), Zydowska (Fornalska) et Giełdowa (Spółdzielcza) avec en son centre la nouvelle synagogue chorale (chorszul),. Aux XVIIIe et XIXe siècles, se développent les quartiers Chanajki et Piaski (rues Młynowa, Grunwaldzka, Kijowska, Mławska, Cieszyńska, Angielska, Sosnowa et Rynek Sienny), où habitent les membres les plus pauvres de la communauté juive de Bialystok. Dans ces quartiers, la plupart des maisons sont en bois, d'un étage, avec quelques maisons en dur de deux étages, dont celle du 23 rue Młynowa occupée par une fabrique de clous juive.

## La première Guerre mondiale et l'entre-deux-guerres
Pendant la Première Guerre mondiale, environ 6 000 Juifs périssent dans les combats.
Les années de guerre entrainent une aggravation de la crise économique. La communauté juive s'organise pour venir en aide aux plus nécessiteux, avec l'ouverture de crèches, d'hospices et de cantines. Déjà pendant la guerre, la population juive de la ville est divisée par près de la moitié. En 1921, la ville compte 39 602 Juifs soit 51 % de la population. La situation économique catastrophique due à la récession, la crise générale dans l'industrie du textile conduisent à une nouvelle vague d'émigration des Juifs de Bialystok, qui va se poursuivre tout au long des années 1920 et la première partie des années 1930. Après une brève période de relative prospérité dans les années 1926-1928, pendant laquelle les producteurs et négociants juifs de textile exportent vers les pays d'Extrême-Orient, ainsi que vers la Hongrie et dans les Balkans, la crise redouble entrainant une fermeture de plusieurs grandes usines et une diminution globale de 25 % de la production textile. En 1939, seules 110 entreprises ont été préservées".
Dans la période de l'entre-deux-guerres, le pourcentage de Juifs à Białystok diminue, en raison entre autres d'une forte émigration vers les États-Unis, le Canada, l'Argentine, le Brésil et la Palestine, ainsi que par une assimilation et sécularisation progressive d'une partie de l'intelligentsia juive. En 1936, la ville compte 43 % de résidents se déclarant de religion juive.

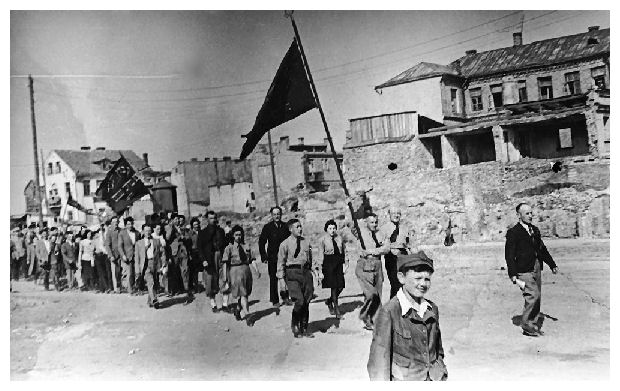
Défilé du Bund à Białystok le 1er mai 1934

À Białystok, on trouve tous les partis politiques juifs de Pologne, avec leurs différences idéologiques et leurs antagonismes. En plus des groupes conservateurs (Agoudat Israel) qui s'efforcent de maintenir l'unité fondée sur l'identité religieuse commune de la communauté, on trouve des partis sionistes (Poalej Syjon, Mizrachi) qui ont pour but la création d'un État juif sur la terre de Palestine, ainsi que le Bund, parti des travailleurs juifs qui estiment que la patrie de tous les Juifs se trouve en Pologne.
Différentes associations sont actives pour la jeunesse, dans le domaine socio-culturel et dans le domaine caritatif. La communauté a développé aussi un système éducatif performant allant du primaire au secondaire. La vie culturelle est florissante: en 1912, Nachum Zemach crée à Białystok le théâtre juif Habima qui deviendra plus tard le Théâtre national juif de Tel-Aviv. Des pièces modernes y sont présentées, principalement en hébreu. En 1913, la troupe de théâtre se déplace à Vienne où elle présente la pièce d'Osip Dymow Szma Isroel (Écoute Israël). Le théâtre qui est dissout pendant la Première Guerre mondiale, renait après-guerre à Moscou grâce à Benjamin Zemach.
En 1915, à la demande de l'Association des jeunesses juives (Związek Młodzieży Żydowskiej) et de l'Association de la jeunesse polonaise (Związek Młodzieży Polskiej) est ouverte la Bibliothèque Scholem Alejchem, comprenant plus de 10 000 livres en polonais et en yiddish, ainsi qu'une riche collection de Judaïca. En 1921 est fondée à Białystok la Société littéraire juive (Żydowskie Towarzystwo Literackie). Deux cinémas, l'Apollo et le Modern, passent des films en yiddish. Plusieurs clubs sportifs juifs existent comme le Makabi ou le Morgensztern.
De nombreux journaux juifs paraissent, entre autres Dos Naye Leben (Notre vie) fondé en 1919, des journaux socialistes Bialistoker Werker et le Bialistoker Arbajter (publié dès 1897), le Bialistoker Sztern, des journaux sionistes comme Unser Weg, le Bialistoker Tagblatt  et d'autres".
Pendant cette période, Białystok est un centre religieux important. Toutes les tendances du judaïsme sont présentes, des réformés aux orthodoxes et aux hassidiques. En plus de la grande synagogue et de la synagogue chorale, il existe en ville une centaine de Beth Ha-Midrasches et de maisons de prière privées, qui possèdent chacune leur bibliothèque avec une riche collection de livres. Sous le patronage de la communauté, fonctionne un Talmud Torah de douze classes, ainsi qu'une Yechiva, qui se développera surtout après la Première Guerre mondiale.

## Białystok sous le joug nazi
Pour un article plus général, voir Shoah en Pologne.
Le 15 septembre 1939, la ville est occupée par les troupes nazies, mais une semaine plus tard, en vertu du Pacte germano-soviétique, elles sont remplacées par l'Armée rouge. Le 27 septembre, la ville est intégrée à la République socialiste soviétique de Biélorussie dans le cadre de l'URSS. Les entreprises juives sont fermées, et les institutions politiques, sociales et éducatives juives sont déclarées illégales. Beaucoup de "capitalistes" juifs ainsi que Polonais sont arrêtés et exilés en Sibérie. Dans le même temps affluent à Białystok des milliers de réfugiés juifs en provenance de territoires occupés par l'armée allemande. On estime que pendant l'hiver 1939-1940, la ville compte entre 50 et 60 000 Juifs.
Les Allemands occupent de nouveau la ville le 27 juin 1941 et y resteront jusqu'au 27 juillet 1944. Le 28 juin, connu sous le nom de Vendredi rouge, Le bataillon de police allemand 309 (Polizei-Bataillon 309) sous les ordres du lieutenant-colonel Ernst Weis réunit de 700 à 2 000 Juifs dans la Grande Synagogue située dans le quartier juif avant d'y mettre le feu. La plupart des habitations du quartier juif de Chanajk sont incendiées, souvent encore occupées par leurs habitants. Selon les sources historiques, 5 000 Juifs périssent ce jour. Le 3 juillet, les nazis assassinent en masse dans les champs du village voisin de Pietrasze, 300 intellectuels juifs. Une exécution similaire a lieu au même endroit le 12 juillet de 2 000 à 5 000 hommes (Samedi noir; en polonais: Czarna sobota),,. Ses exécutions sont réalisées sur instructions directes du Reichsführer SS Heinrich Himmler, qui visite la ville le 8 juillet 1941.
60 000 Juifs de la ville et des environs sont arrêtés, et le 26 juillet 1941, est créé le ghetto de Białystok, où sont entassés environ 40 000 personnes. Initialement, un Judenrat (Conseil juif) de douze membres est nommé pour diriger le ghetto avec à sa tête le docteur Guedalia Rosemann. Mais à peine un mois plus tard, un nouveau Judenrat est nommé, dirigé par Efraim Barasz, ancien adjoint du Dr G. Rosemann. Le 1er août 1941, le ghetto de Bialystok est délimité. Il s'étend entre les rues Skrzyczne Przejazd, Poleska et Sienkiewicza et est entouré d'un mur avec trois portes d'entrée surveillées. Les parties orientale et occidentale du ghetto sont séparées par la vallée de la Biala. Tous les habitants du ghetto âgés de 15 à 65 ans sont forcés de travailler dans des usines gérées par les nazis.
Environ 2 000 personnes sont employées par le Judenrat dans de nombreux ateliers et petites usines dans la zone du ghetto, à fabriquer des habits et des armes pour les besoins de l'occupant. Comme dans d'autres ghettos, les membres du Judenrat de Bialystok pensent que, grâce à l'activité de production, il serait possible d'éviter la destruction de la communauté juive. En plus de la production officielle pour les Allemands, les entreprises produisent également des biens pour les habitants du ghetto. La première année de fonctionnement du ghetto est relativement calme, malgré les contributions et impôts élevés imposées aux habitants dépossédés. En raison du manque permanent de nourriture, une culture de légumes est organisée à l'intérieur du ghetto. Le Judenrat s'occupe aussi d'une cuisine pour les pauvres, de deux hôpitaux, trois pharmacies, d'un poste de secours, de deux écoles et d'un tribunal. Environ 200 hommes servent dans la police juive du ghetto.

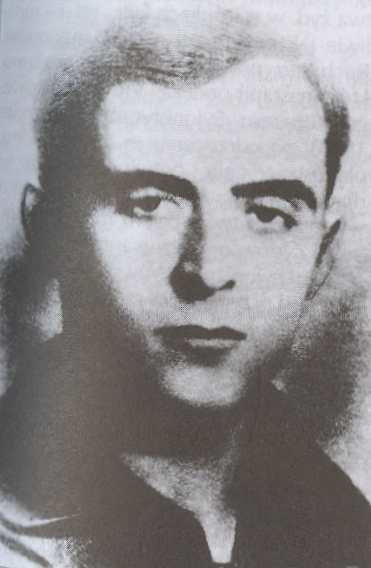
Mordechai Tenenbaum

En septembre-octobre 1941, 5 000 à 6 000 Juifs du ghetto de Białystok sont déportés au ghetto de Proujany en Biélorussie où ils seront massacrés en janvier 1943,,>.
À partir de 1942, Białystok devient un important centre du mouvement de résistance juive clandestine. En août, les membres de l'Hachomer Hatzaïr, une organisation de jeunesse de la période d'avant-guerre, et le Bund du ghetto, créent une organisation clandestine nommée Blok A. En octobre 1942, Mordechai Tenenbaum (Tamaroff) est envoyé de Varsovie à Bialystok par l'organisation de combat Żydowska Organizacja Bojowa (Organisation juive de combat), pour regrouper un certain nombre d'associations de jeunes juifs afin de créer une seconde organisation connue sous le nom de Blok B. Fin juillet 1943, les différentes organisations se regroupent pour former une organisation unique antinazie et préparer le soulèvement du ghetto de Białystok. Le commandant de ce mouvement est Mordechai Tenenbaum et son second Daniel Moszkowicz (en). Parmi les autres responsables, on peut citer: Zerach Zylberberg, Herszel Rosenthal, Haika Grosman, Israël Margulies et Edek Boraks.
Sous les auspices de l'organisation de défense, les archives secrètes du mouvement sont regroupées sur le modèle des archives de Ringelblum de Varsovie. Contenant entre autres des journaux, des documents du Judenrat et des autorités allemandes, elles sont mises à jour jusqu'en avril 1943, puis cachées du côté aryen du ghetto. Retrouvées après la guerre, la majorité de ces documents se trouvent maintenant à l'Institut Yad Vashem à Jérusalem.
Dans sa première période de fonctionnement, le mouvement de résistance du ghetto de Bialystok est soutenu par le chef du Judenrat Efraim Barasz, aussi bien financièrement que par la remise de copies de documents secrets allemands. En janvier 1943, le mouvement est en contact avec l'Organisation juive de combat de Varsovie, avec les membres des mouvements de résistance de Vilnius et d'autres ghettos, ainsi qu'avec les troupes partisanes polonaises actives dans les forêts avoisinantes. Le mouvement de résistance juive reçoit aussi un soutien financier, des armes, des cartes, du matériel médical ainsi que du renseignement des organisations antinazies allemandes.

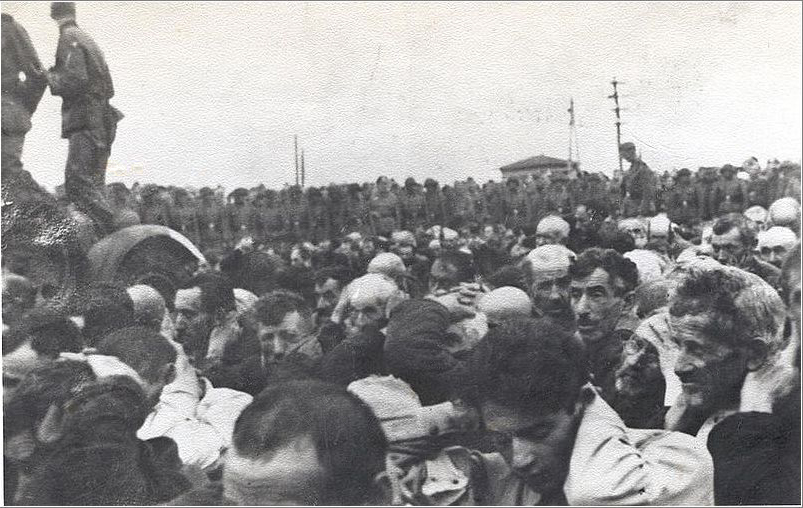
15-20 août 1943: liquidation du ghetto. Les soldats allemands encerclent la population juive

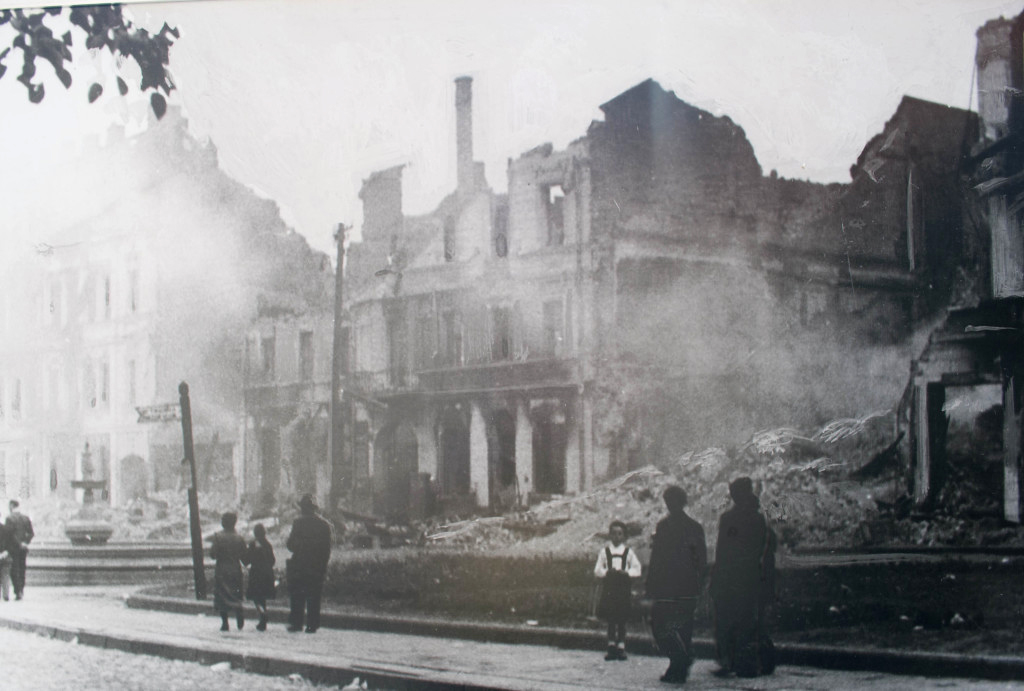
Les ruines fumantes du ghetto en 1943

La liquidation du ghetto commence au début 1943. Du 5 au 12 février 1943, se déroule la première Aktion: entre 1 000 et 2 000 personnes sont tués sur place et environ 10 000 sont déportés par la gare de Dworzec Fabryczny (Poleski) vers le camp d'extermination de Treblinka. Le 13 mars 1943, 1 148 personnes provenant de l'ancien ghetto de Grodno, sont convoyées au ghetto de Białystok. Les membres du mouvement de résistance se préparent à lancer l'insurrection si les déportations reprennent.
Dans la nuit du 15 au 16 août, le ghetto est encerclé par des soldats allemands et des troupes ukrainiennes encadrées par des SS. Le 16 août, commence la déportation de 30 000 personnes. Le mouvement de résistance du ghetto appelle au soulèvement. Leur objectif principal est de briser l'encerclement allemand, afin que le plus grand nombre de personnes puisse sortir du ghetto et se réfugier dans les forêts avoisinantes. Un petit groupe d'environ 300 à 500 insurgés, armés pour la plupart de fusils et de grenades artisanales, combattent sous la direction de Mordechai Tenenbaum et de Daniel Moszkowicz pendant 5 jours contre environ 3 000 soldats allemands bien équipés, appuyés par des chars et des véhicules blindés, et soutenus par l'aviation. Pendant la bataille, de nombreux combattants sont tués, et leurs chefs Tenenbaum et Moszkowicz se suicident après l'écrasement de la révolte. Environ 150 combattants réussissent à fuir dans la forêt de Knyszyn, où ils rejoignent les partisans qui y opèrent. Regroupés en troupe de Partisans juifs sous le nom de Kadimah, ils sont fin 1943 intégrés au mouvement de partisans dirigé par les soviétiques. Le soulèvement du ghetto de Białystok est considéré par les historiens comme le second en taille et en importance des révoltes de la population juive contre les nazis, après celui de Varsovie.
Les déportations suivantes ont lieu dès le 18-20 août. Les Juifs valides sont déportés vers des camps de travail, dont celui de Poniatowa dans la voïvodie de Lublin. Environ 12 000 personnes du ghetto de Białystok sont déportés au camp d'extermination de Treblinka (10 convois) et d'Auschwitz (2 convois). 1 196 enfants juifs de Bialystok sont transférés au camp de concentration de Theresienstadt (actuellement Terezín en République tchèque, où ils resteront six semaines. Pendant ce temps, des négociations se déroulent entre les Allemands et les Alliés pour échanger ces enfants juifs contre des citoyens allemands détenus par les Anglais. Les discussions ayant échoué, les 1 196 enfants et leurs 53 accompagnateurs sont transférés le 5 octobre 1943 à Auschwitz où ils sont gazés deux jours plus tard (voir : Déportation des enfants de Białystok).
Il ne reste alors plus que 1 000 à 2 000 personnes dans le ghetto de Białystok. Celles-ci sont regroupées dans le petit ghetto et sont occupés à des travaux de déblaiement. Le 8 septembre 1943, le petit ghetto est supprimé et ses habitants sont déportés soit au camp de travail de Poniatowa dans la voïvodie de Lublin, soit au camp d'extermination de Bełżec ou d'Auschwitz, soit au camp de concentration de Majdanek. Certains d'entre eux seront fusillés le 3 novembre pendant l'action Fête des Vendanges (Aktion Erntefest) quand les Allemands assassinèrent en deux jours environ 43 000 Juifs.
Sur les 50 à 60 000 Juifs habitant le ghetto, seuls environ 260 survécurent à la guerre, surtout dans les camps et dans les détachements de partisans, ainsi que dans la clandestinité du côté aryen,.
Après la fin de la guerre, quelque 1 085 Juifs sont retournés à Białystok et dans sa région. Malgré la situation difficile et la dévastation de la guerre, une petite communauté s'est reformée à Białystok. Une maison de prière est installée dans la Cytron Bejt Midrasz un ancien centre d'étude de la Torah. L'ancienne synagogue Piaskower Bejt Midrasz devient en 1948 le siège de l'Association socio-culturelle des Juifs en Pologne.
Le 16 aout 1945, pour le deuxième anniversaire de la liquidation du ghetto, un obélisque de marbre noir portant le texte suivant en polonais et en hébreu, est érigé dans le cimetière de la rue Zabia, grâce aux habitants de Białystok:
« À la mémoire de nos 60 000 frères juifs du ghetto de Białystok, assassinés par les Allemands 
 Consacré par le reste des Juifs restés en vie.
Le peuple d'Israël vit. »
En 1946, un second mémorial est installé à la mémoire des combattants du ghetto et deux ans plus tard un mausolée est construit dans le cimetière juif pour honorer la mémoire des partisans juifs.
En raison de la propagande antisémite des années 1960 et comme conséquence directe des événements de mars 1968, une partie importante des membres de la communauté juive de Białystok, quitte la Pologne entre 1967 et 1972.

## Évolution de la population juive
| Population juive à Białystok, |                               |                  |                      |
| Année                         | Population totale de la ville | Nombre de Juifs  | Pourcentage de Juifs |
| 1663                          | -                             | 75               | -                    |
| 1765                          | 3 415                         | 765              | 22,4 %               |
| 1808                          | ~ 6 000                       | ~ 4 000          | ~ 66,6 %             |
| 1856                          | 13 787                        | 9 547            | 69,2 %               |
| 1860                          | 16 544                        | 11 288           | 68,2 %               |
| 1895                          | 62 993                        | 47 783           | 75,9 %               |
| 1897                          | 66 032                        | 41 905           | 63,5 %               |
| 1911                          | ~ 86 000                      | 70 520           | ~ 82,0 %             |
| 1913                          | ~ 89 700                      | ~ 61 500         | 68,6 %               |
| 1921                          | 77 551                        | 39 603           | 51,1 %               |
| 1929                          | 89 802                        | 43 150           | 48,1 %               |
| 1932                          | 91 207                        | 39 165           | 42,9 %               |
| 1936                          | 99 720                        | 42 880           | 43,0 %               |
| 1939                          | 107 063                       | 44 940           | 42,0 %               |
| 1941                          | -                             | 50 000/60 000    | -                    |
| 1945                          | ~ 56 000                      | 1 085            | 1,9 %                |
| 1948                          | ~ 40 000                      | 520/620 familles | -                    |